# NGC 7298
NGC 7298 este o galaxie situată în constelația Vărsătorul. A fost descoperită în 7 august 1864 de către Albert Marth.